# Blu

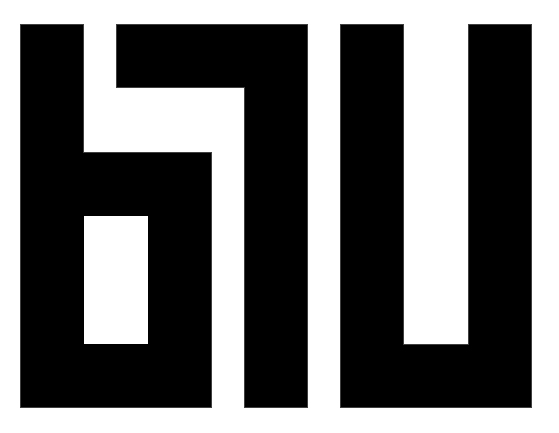
Assinatura do Blu

Blu é o pseudônimo de uma artista italiano , cuja verdadeira identidade é mantida no anonimato. Ao que tudo indica, ele vive em Bolonha, cidade onde iniciou suas atividades na arte urbana, em 1999.

## Início da carreira

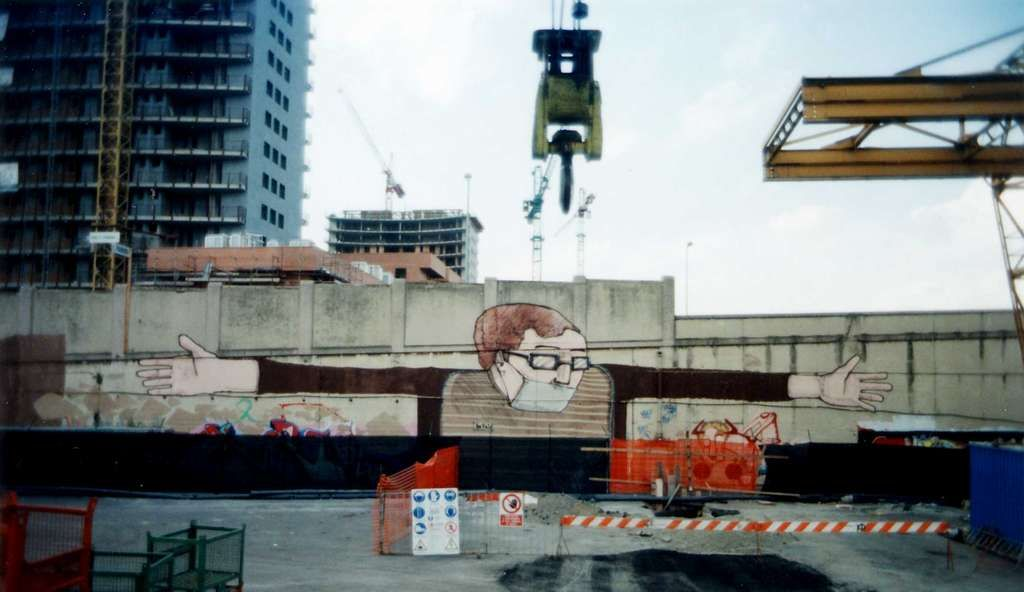
Blu: Ponte Stalingrado, Bolonha, 2001

A fama de Blu começou em 1999, graças a uma série de  grafites ilícitos pintados no centro histórico e subúrbios de Bolonha. Nos primeiros anos de sua carreira sua técnica era limitada ao uso de tinta spray, típico da cultura de graffiti. Seu estilo característico surgiu em 2001, quando Blu começou a pintar com tintas tradicionais para parede, e usando rolos montados em cima de bastões retráteis. Essa nova solução permitiu a ele aumentar a superfície das pintura, e transmitir para seu vocabulário visual uma intensidade marcante. Enormes figuras humanas, às vezes sarcásticas, às vezes dramáticas, como se tivessem saídos de alguma  história em quadrinhos, ou jogo de  fliperama, começaram a aparecer nas ruas de Bolonha.
Outro fato que influenciou o início de sua carreira foi a participação em ações artísticas conjuntas. Pintores como Dem   , Sweza, Run   e, principalmente, Ericailcane  foram seus companheiros durante ataques noturnos, nos quais a participação criativa anônima superou a necessidade das assinaturas.Também durante esses anos, Blu fez experiências com animação digital, e assim, ele criou pequenos vídeos clipes interativos que foram usados como uma contribuição visual para as apresentações musicais, ao vivo, do coletivo OK NO .
A parceria com Ericailcane teve seus melhores resultados entre 2003 e 2006. As características deles se completavam, enquanto Blu pintava figuras humanas, Ericailcane dava preferência as formas de animais. Os dois artistas são amigos, e continuam a fazer trabalhos conjuntos, embora com menos frequência.
A partir de 2004, algumas galerias de arte começam a valorizar as pinturas de Blu, e o convidam para participar de exposições coletivas e individuais. No entanto, ao longo de sua jovem carreira, ele buscou limitar sua presença nos espaços artísticos tradicionais, optando por atuar em territórios alternativos.

## Locais onde atuou
As principais obras de Blu, excluindo os vídeos, são painéis gigantescos e imóveis, por tanto, uma organização geográfica de esses trabalhos é preferível a uma cronológica.

### América
A carreira internacional de Blu tem início em 2005, quando ele passa a dedicar grande parte de seu tempo a viajar e seguir o itinerário dos festivais que o convidam. Nesta mesma época, junto com Ericailcane e diversos outros artistas da Costa Rica, Nicarágua, Guatemala e Honduras ele participou em Manágua do festival Murales de Octubre. Nessa ocasião ele pintou um muro na Avenida Bolívar, local onde Victor Canifrù[carece de fontes?], em 1979, comemorou a Revolução Sandinista. Este mural na capital nicaraguana tornou-se marcante na carreira de Blu, e chamou a atenção da população local, que logo apelidou a obra de Hombre Banana. 